# Diada Nacional de Gibraltar

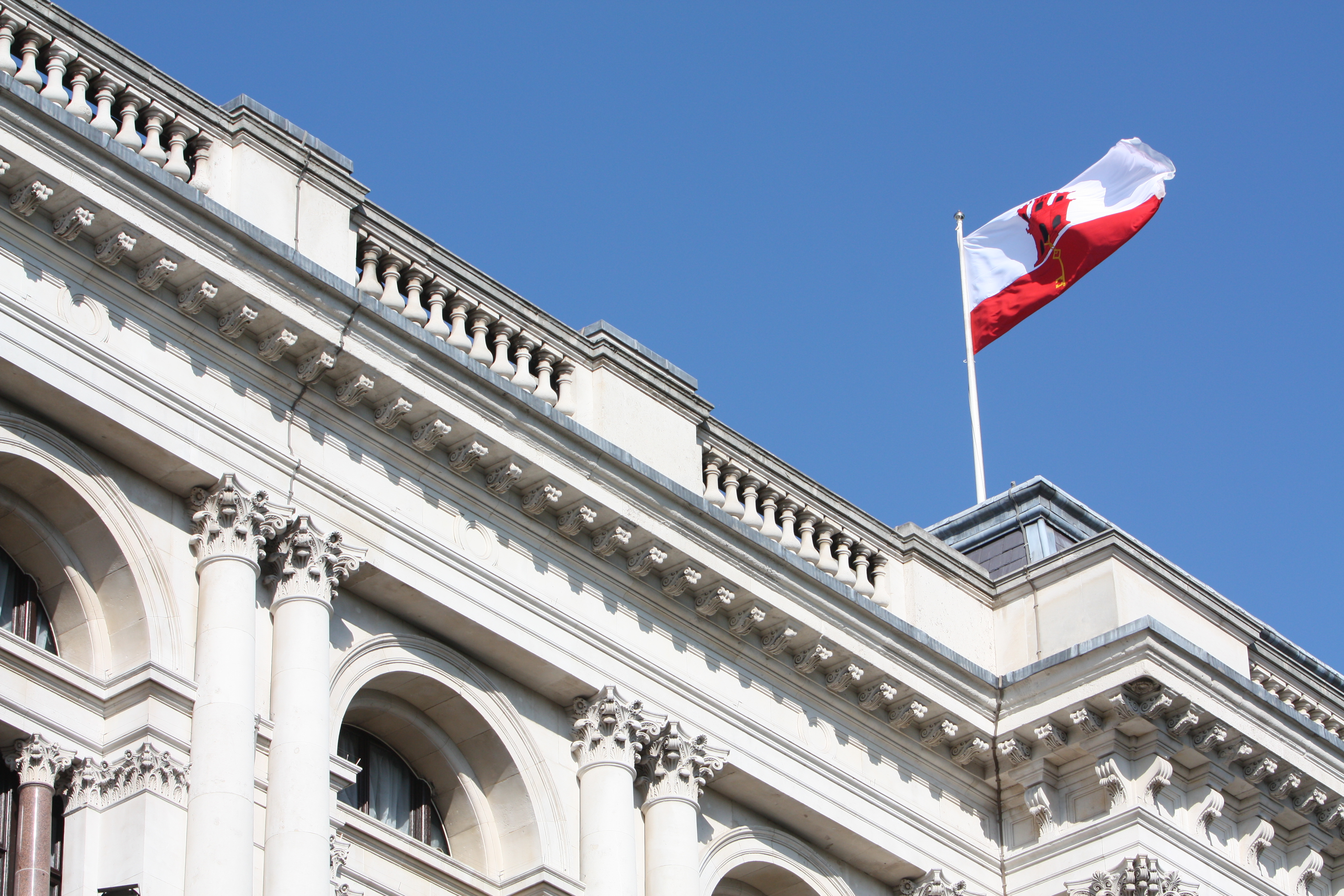
Bandera de Gibraltar onejant sobre l'Oficina de Relacions Exteriors de la commonwealth a Londres durant la diada de 2013

La Diada Nacional de Gibraltar, celebrada anualment el 10 de setembre, és la festa nacional oficial de Gibraltar. El dia commemora el primer referèndum sobre la sobirania de Gibraltar del 1967, en el qual els gibraltarencs varen ser preguntats sobre si preferien estar sota sobirania espanyola o mantenir-se sota la sobirania britànica amb institucions d'autogovern.
En aquest referèndum va guanyar seguir sota sobirania britànica i, per tant, la Diada Nacional mostra un caràcter marcadament contrari a Espanya, reivindicant la pertinença al Regne Unit de Gibraltar en discursos i celebracions.